# ولکا بیستریک
ولکا بیستریک (به لاتین: Velká Bystřice) یک ناحیه و municipality with town privileges در جمهوری چک است که در Olomouc District واقع شده‌است.

## خصوصیات
ولکا بیستریک ۹٫۲۱ کیلومترمربع مساحت و ۳٬۰۶۲ نفر جمعیت دارد و ۲۹۰ متر بالاتر از سطح دریا واقع شده‌است.